# Битва при Линкольне (1141)
Битва при Линкольне (англ. Battle of Lincoln) — одно из важнейших сражений гражданской войны в Англии 1135—1154 годов, состоявшееся 2 февраля 1141 года у Линкольна между сторонниками короля Стефана и королевы Матильды Шотландской. Армия Стефана была разбита, а сам король попал в плен, что позволило Матильде захватить власть в Англии.

## Предыстория битвы
В первые годы гражданской войны в Англии 1135—1154 годов ни одна из противоборствующих сторон не имела очевидного преимущества. Король Стефан прочно удерживал под своей властью восточные части страны, тогда как в западных графствах закрепились сторонники королевы Матильды. Однако в конце 1140 года в лагерь королевы перешёл Ранульф де Жернон, граф Честера и крупнейший магнат Северной Англии. По свидетельству современника, Ранульф контролировал почти треть страны. Его разрыв с королём был связан с тем, что в 1139 году Стефан уступил королю Шотландии Давиду I Карлайл, которым ранее владел отец Ранульфа. В конце сентября 1140 года Ранульф де Жернон организовал заговор с целью убийства Генриха Хантингдонского, сына шотландского короля, находившегося при дворе Стефана. В рамках заговора Ранульф при поддержке своего сводного брата Вильгельма де Румара хитростью захватил замок Линкольн, через который должны были следовать король Стефан и принц Генрих, направлявшиеся к шотландской границе.
Стефан Блуаский, прибывший в Линкольн, решил пойти на уступки могущественному североанглийскому барону, чтобы избежать его перехода в лагерь королевы Матильды, а в дальнейшем использовать Ранульфа против шотландцев. Он передал Ранульфу города Линкольн и Дерби, а также административную и военную власть в Линкольншире, а Вильгельма де Румара пожаловал титулом графа Линкольна. Однако вскоре после отъезда короля в Лондон, жители Линкольна, страдавшие от притеснений со стороны Ранульфа, обратились к Стефану с просьбой о защите. Они также сообщили королю, что Ранульф не уделяет внимание укреплению замка и крепость можно легко взять неожиданной атакой. Стефан не мог упустить возможность установить свой контроль над Линкольном. 6 января 1141 года армия короля подошла к городу и заняла его без сопротивления. Ранульф де Жернон бежал в своё графство Чешир, оставив в замке свою семью и сильный гарнизон во главе с Вильгельмом де Румаром.
Пока королевская армия осаждала Линкольнский замок, Ранульф в своих чеширских владениях набрал новую армию, в состав которой были включены и валлийцы с земель, подконтрольных графу в Северном Уэльсе. Он также обратился за помощью к Роберту Глостерскому, лидеру партии Матильды в Англии, обещав свою верность королеве. Роберт во главе своих войск, состоящих, в основном из безземельных рыцарей, немедленно направился к Линкольну. 1 февраля 1141 года войска Роберта Глостерского и Ранульфа де Жернона подошли к городу и разбили лагерь в его предместьях.

## Позиции сторон
Король Стефан из рыцарских побуждений отказался от возможности использовать своё выгодное стратегическое положение и сразу атаковать противника, расположившегося в окружающих город болотистых низинах. Он решил дать «честную» битву и приказал своим войскам спуститься на равнину. В центре королевской армии расположилась пехота во главе с самим Стефаном. Правое и левое крыло составляла конница. На правом фланге разместились отряды графов Ричмонда, Норфолка, Вустера, Нортгемптона и Суррея. Левый фланг занимали фламандские наёмники и рыцари Вильгельма Ипрского и отряд Вильгельма Омальского. Главнокомандующим королевскими войсками являлся Галеран де Бомон, граф де Мёлан, граф Вустер.
Войска Роберта Глостерского также были разделены на три части: в центре находился отряд Ранульфа де Жернона, левое крыло составляли рыцари, лишённые королём Стефаном земель за сотрудничество с королевой Матильдой, правое — валлийские наёмники графа Честера. Арьергард возглавлял Роберт Глостерский, который и осуществлял руководство действиями войск в ходе сражения. Численность обеих сторон была примерно равна, король Стефан имел некоторое преимущество в пехоте, однако его кавалерия уступала по силе коннице Роберта Глостерского.

## Ход битвы

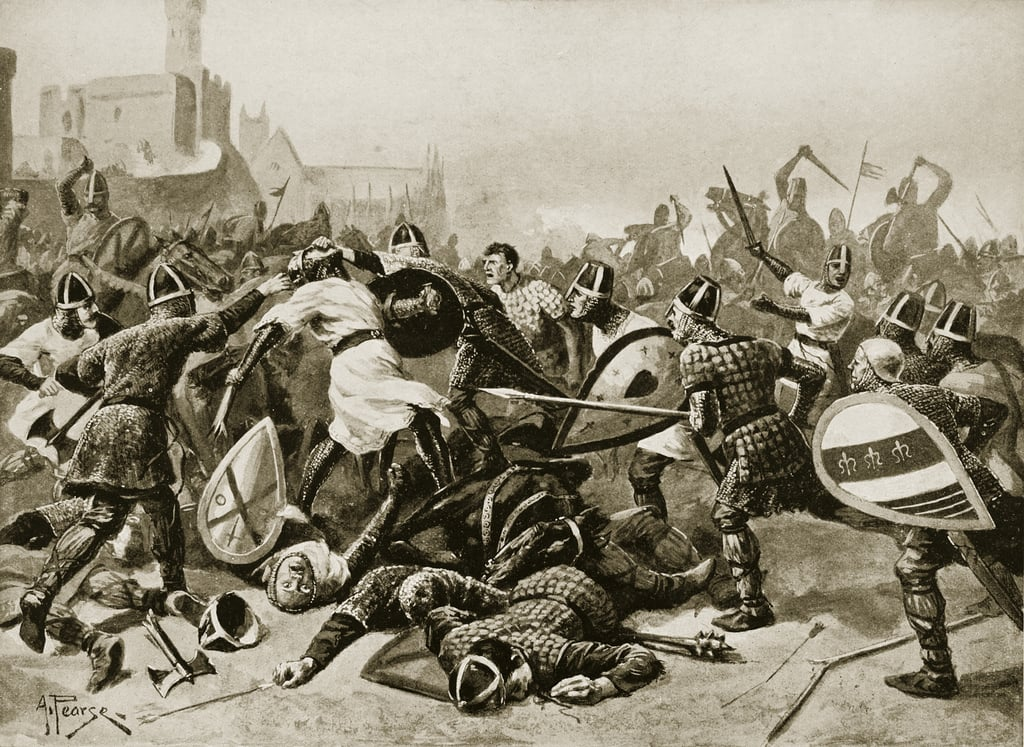
Альфред Пирс. Пленение короля Стефана (Hutchinson’s Story of the British Nation, 1922).

Сражение началось утром 2 февраля 1141 года. Правое крыло армии короля Стефана не сделало никакой попыток сдержать яростную атаку безземельных рыцарей Роберта Глостерского. Все пять графов, отряды которых составляли правый фланг, вместе со своими солдатами бросились в бегство. Левому крылу Вильгельма Ипрского и Вильгельма Омальского удалось оттеснить плохо вооружённых валлийцев Ранульфа де Жернона, однако на помощь последним пришли рыцари Роберта Глостерского, которые разбили левый фланг королевской армии. Вильгельм Ипрский со своими фламандскими наёмниками был вынужден покинуть поле боя.
Сопротивление продолжал оказывать лишь центр армии Стефана, состоящий из спешившихся рыцарей во главе с самим королём. Силы, однако, уже были неравны и численность королевского отряда быстро таяла. В конце концов Стефан оказался один в окружении противника. В этом безвыходном положении король, по выражению современника, сражался «как лев». Когда сломался его меч, продолжил обороняться двуручным датским топором, пока и тот не раскололся. По другим данным, Стефан изначально орудовал топором, и взялся за меч лишь после того как сломалось древко топора. Наконец, сбитый с ног камнем, король сдался в плен Роберту Глостерскому.
По оценкам современного хрониста Ордерика Виталия, в сражении с обеих сторон погибло не более 100 человек.

## Последствия
Главным итогом битвы при Линкольне было пленение короля Стефана сторонниками Матильды. Вместе с ним в плену оказались несколько английских баронов, в том числе Гилберт де Ганд и граф Ричмонд. Войска Роберта Глостерского вошли в Линкольн и устроили там резню. Король был перевезён сначала в Глостер, а затем в Бристоль, где, по легенде, его заковали в цепи.
Пленение Стефана дало возможность Матильде захватить английский престол. Уже 8 апреля она была избрана королевой, а в середине июня 1141 года вступила в Лондон. Однако правление Матильды оказалось недолгим: её авторитарная политика вызвала восстание жителей столицы и изгнание из Лондона. Сторонники Стефана сформировали новую армию, во главе которой встали супруга Стефана королева Матильда Булонская и Вильгельм Ипрский. 14 сентября 1141 года в сражении при Винчестере армия Матильды была разбита, а Роберт Глостерский попал в плен. В результате 1 ноября 1141 года король Стефан был освобождён в обмен на предоставление свободы Роберту Глостерскому и вернулся в Лондон. Гражданская война в Англии продолжалась после этого до 1153 года.

### Комментарии
1. ↑  Датский топор имел древко длиной не менее 1,5 м. Поэтому в качестве основного оружия, как правило, использовался топор, а меч был дополнительным.

### Сноски
1. ↑  Gesta Stephani.
2. ↑  Oman, Sir Charles. A History of the Art of War in the Middle Ages vol.1. — London : Greenhill Books, 1924. — P. 399. — ISBN 1-85367-100-2.
3. ↑  Roger de Hoveden, Translated Henry T. Riley. The Annals of Roger de Hoveden: Comprising The History of England and of Other Countries of Europe from A.D. 732 to A.D. 1201, Vol 1. — H. G. Bohn, 1853. — P. 243, 244.